# Едіт Бовман
Едіт Елеонор Бовман (англ. Edith Eleanor Bowman; нар. 15 січня 1974, Анструтер, Файф, Шотландія, Велика Британія) — шотландська журналістка, телеведуча та радіо-діджейка. Найбільш відома як ведуча денних етерів по буднях і з вересня 2009 року ранкового шоу по вихідних на «BBC Radio 1», а також як ведуча цілого ряду музичних телевізійних програм та фестивалів.

## Життєпис
Едіт Бовман народилася 15 січня 1974 року в маленькому містечку Анструтер, в області Файф, Шотландія. Закінчила середню школу «Академія Вайд» у рідному місті та Університет Квін Маргарет в Единбурзі.
У 2004 році зустрічалась із фронтменом гурту «Elbow» Ґаєм Ґарві, якого надихнула на створення багатьох пісень з його третього альбому «Leaders of the Free World».
22 грудня 2013 року одружилася з Томом Смітом, лідером бірмінгемського рок-гурту «Editors». В шлюбі народила двох синів: Руді (нар. 2008) та Спайка (нар. 2013). 
Едіт Бовмен вболіває за «Манчестер Юнайтед».

## Кар'єра

### Телебачення
Свою кар'єру на телебаченні розпочала дикторкою новин на каналі «MTV UK». Згодом вела різні телепрограми каналу, включно з гіт-парадом «Hitlist UK». На каналі «Channel 4», з 2002 по 2004 рік, Бовман вела ранкове шоу «RI: SE». У 2004 році була однією з ведучих шоу «BBC Scotland» під назвою «Teen Commandments».
У 2003 році Бовмен з'явилася в музичній програмі «Top of the Pops» і від тоді стала його ведучою до самого закриття шоу. 
З 2005 року Едіт Бовман озвучувала рекламні ролики магазину електротоварів «Comet» та вела кілька музичних програм на «Channel 4». У 2007 році знімалася в дитячій програмі «SMart». Едіт Бовман як журналістка працювала над висвітленням музичних фестивалів на радіо та телебаченні.
29 квітня 2011 року  Едіт Бовман була репортеркою «BBC TV» під час весілля принца Вільяма та Кейт Міддлтон.
У 2016 році знялась у британському телесеріалі «Вбивство», зігравши радіоведучу.

### Радіо
На радіо Едіт Бовман почала працювати у 2001-2002 роках в програмі «Hit Music Sunday» на «Capital FM». Відтоді встигла попрацювати у програмі «Colin and Edith» на «BBC Radio 1», в серпні 2006 року стала ведучою денного етеру «BBC Radio 1». У вересні 2008 року, після народження першого сина, повернулася на радіо ведучою ранкового етеру. У листопаді 2008 року знову почала працювати ведучою денного етеру «BBC Radio 1».
У квітні 2012 року Едіт Бовман залишила «BBC Radio 1», та в листопаді цього ж року стала ведучою шоу на «BBC Radio 6 Music». Після народження другого сина залишила «BBC Radio 1». У лютому 2016 року стала ведучою комерційної радіостанції «Virgin Radio UK». 29 вересня 2017 року Едіт Бовман залишила «Virgin Radio UK».

## Нагороди
- 2006 «Glamour Awards»